# Никонковичи
Никонковичи (укр. Никонковичі) — село в Щирецкой поселковой общине Львовского района Львовской области Украины.
Население по переписи 2001 года составляло 384 человека. Занимает площадь 0,97 км². Почтовый индекс — 81171. Телефонный код — 3230.